# Estación Gardel (Metroplús)
La Estación Gardel es la decimosexta estación de Metroplús de la línea L1 y L2 desde el occidente de Medellín hacia el barrio Aranjuez.
- Datos: Q18416757